# Brickfield

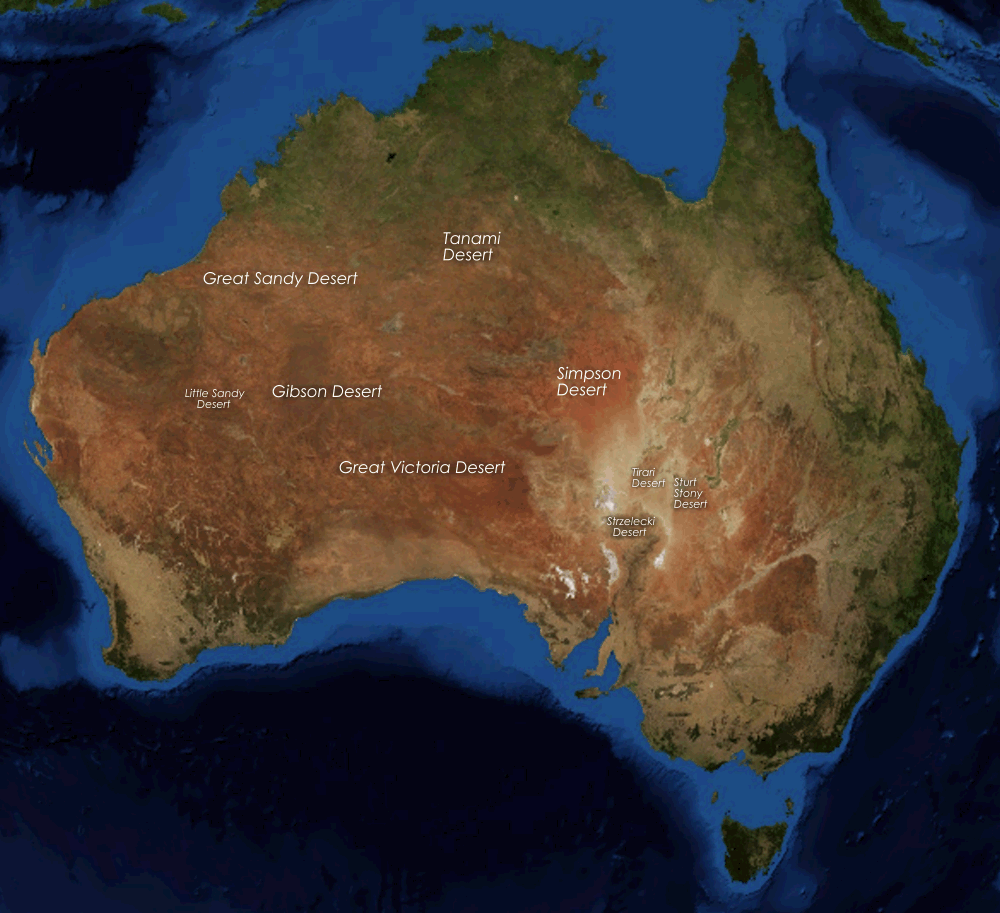
Distribución desértica en el territorio australiano

Los vientos Brickfield, o Brickfielder, son unos vientos secos y calientes del desierto de Australia meridional que aparecen en el verano. Sopla en las regiones litoreales del sur desde el interior, donde las llanuras arenosas, desnudas de toda vegetación en el verano, se calientan intensamente debido al sol. Este viento caliente sopla con fuerza, a menudo durante varios días cada vez, desafiando todos los intentos de mantener el polvo bajo, y tapando toda la vegetación. Es en cierto sentido un viento saludable, pues, siendo inmensamente seco y cálido, destruye muchos gérmenes dañinos de enfermedad. El viento Brickfield septentrional se ve casi invariablemente seguido por un fuerte "estallido meridional", nuboso y fresco procedente del océano. Los dos vientos se deben a la misma causa, esto es, un sistema ciclónico sobre la Gran Bahía Australiana. Estos sistemas frecuentemente se extienden tierra adentro cuando una depresión estrecha en forma de V (con el ápice en dirección norte), que trae los vientos desde el norte a sus lados orientales de repente cambia de norte a sur y el termómetro ha llegado a caer 15 grados en 20 minutos.
El viento Brickfield precede el tránsito de una zona frontal de bajas presiones, y causa intensas tormentas de polvo que a menudo duran días y es lo que le da el nombre, pues estos vientos levantan polvo color rojo ladrillo (red brick en inglés). Un término más frecuentemente usado para estos vientos es un burster ("carga explosiva") o un southern burster (burster meridional).